# 타네르 사으르
타네르 사으르(튀르키예어: Taner Sağır, 1985년 3월 13일~)는 튀르키예의 역도 선수이다. 2004년 하계 올림픽 미들급에서 금메달을 획득했으며, 2006년 세계 역도 선수권 대회에서 우승했다.